# Coupe de France de football 1932-1933
Navigation
Coupe de France 1931-1932 Coupe de France 1933-1934
La Coupe de France 1932-1933 a vu s'affronter 452 clubs amateurs et 20 clubs professionnels à travers la France. Ce fut la 16e édition de la coupe de France, qui débuta avec le premier tour préliminaire le 18 septembre 1932 et s'acheva par la finale jouée au Stade olympique Yves-du-Manoir le 7 mai 1933. Cette édition a vu gagner l'équipe de l'Excelsior Athlétic Club de Roubaix.
540 clubs participent à la compétition.

## Tours préliminaires
Parmi les vingt clubs professionnels, un seul ne passe pas le cap des tours préliminaires : l'Olympique alésien, qui inaugure donc la "longue" liste des clubs professionnels éliminés de la Coupe de France.

## Trente-deuxièmes de finale
Les matchs des trente-deuxièmes de finale se sont joués le 18 décembre 1932. Les matchs à rejouer se tiennent les 25 décembre 1932 (Billancourt-AS Strasbourg, Monaco-Belfort, Excelsior-Moyeuvre et Le Havre AC-Bruay) et 2 janvier 1933 (Lens-Metz).
Les professionnels du FC Metz sont éliminés après deux matchs (0-0 puis 0-2) face aux amateurs du RC Lens. L'Olympique de Marseille est sorti dès le 18 décembre par les amateurs du CA Mulhouse (4-0), et le CA Paris est éliminé le même jour que l'OM par les amateurs de l'US Boulogne (1-0). Toujours le 18 décembre, le Sporting Club Fivois est éliminé par les amateurs du RC Strasbourg.

## Seizièmes de finale
Les matchs des seizièmes de finale se sont joués le 8 janvier 1933, sauf le match AS Brestoise-CA Paris (12 janvier). Le match à rejouer entre l'OGC Nice et Lille a lieu le 19 janvier, Red Star-Le Havre AC le 22 et Excelsior-Boulogne le 28.
| Équipe 1                  | Score | Équipe 2                      | Lieu                          | Spectateurs     |
| AS Cannes (D1)            | 3 - 1 | SCO Angers (DH Ouest)         | (Bordeaux)                    |                 |
| Excelsior AC Roubaix (D1) | 0 - 0 | US Boulogne (DH Nord)         | (Dunkerque)                   |                 |
| Excelsior AC Roubaix (D1) | 1 - 0 | US Boulogne (DH Nord)         | (Boulogne)                    |                 |
| RC Roubaix (DH Nord)      | 3 - 0 | CASG Paris (DH Paris)         | (Tourcoing)                   | 5 000           |
| FC Sète (D1)              | 2 - 1 | Hyères Football Club (D1)     | (Nîmes)                       |                 |
| FC Sochaux (D1)           | 8 - 0 | RC Lens (DH Nord)             | (Reims)                       | public nombreux |
| OGC Nice (D1)             | 1 - 1 | Olympique lillois (D1)        | (Belfort)                     |                 |
| OGC Nice (D1)             | 2 - 1 | Olympique lillois (D1)        | Parc des Sports (Montpellier) |                 |
| SO Montpellier (D1)       | 4 - 1 | CO Billancourt (DH Paris)     | (Mulhouse)                    |                 |
| FC Antibes (D1)           | 2 - 1 | US Deux Vireux (DH Nord-Est)  | (Lyon)                        | 3 000           |
| Red Star Olympique (D1)   | 1 - 1 | Le Havre AC (DH Normandie)    | Stade Moulonguet (Amiens)     |                 |
| Red Star Olympique (D1)   | 2 - 0 | Le Havre AC (DH Normandie)    | Stade Moulonguet (Amiens)     |                 |
| FC Rouen (DH Normandie)   | 9 - 1 | SC Bastidienne (DH Sud-Ouest) | Route de Lorient (Rennes)     | 3 500           |
| Sporting Club Nimois (D1) | 2 - 1 | AS Monaco (DH Sud-Est)        | (Nice)                        |                 |
| Club français (D1)        | 4 - 1 | Stade français (DH Paris)     | Stade Buffalo (Montrouge)     | 3 000           |
| US Tourcoing (DH Nord)    | 6 - 1 | US Sevrannaise (DH Ouest)     | Stade des Bruyères (Rouen)    |                 |
| RC Strasbourg (DH Alsace) | 4 - 1 | Amiens AC (DH Nord)           | Stade Saint-Symphorien (Metz) |                 |
| Racing Club de Paris (D1) | 4 - 0 | CA Mulhouse (DH Alsace)       | Stade Tivoli (Strasbourg)     | 8 000           |
| Stade rennais UC (D1)     | 4 - 3 | FC Mulhouse (D1)              | Parc des Princes (Paris)      |                 |

## Huitièmes de finale
Les matchs des huitièmes de finale se sont joués le 5 février 1933.
| Équipe 1                  | Score | Équipe 2                  | Lieu                                    | Spectateurs     |
| AS Cannes (D1)            | 2 - 0 | Red Star Olympique (D1)   | Stade Geoffroy-Guichard (Saint-Étienne) |                 |
| Excelsior AC Roubaix (D1) | 5 - 2 | FC Rouen (DH Normandie)   | Stade Moulonguet (Amiens)               | 4 500           |
| RC Roubaix (DH Nord)      | 3 - 0 | SC Nîmes (D1)             | Parc des Princes (Paris)                |                 |
| FC Sète (D1)              | 2 - 1 | Club français (D1)        | Stade Fernand Bouisson (Marseille)      | 10 000          |
| FC Sochaux (D1)           | 6 - 1 | US Tourcoing (DH Nord)    | Stade Tivoli (Strasbourg)               | 5 000           |
| OGC Nice (D1)             | 4 - 1 | RC Strasbourg (DH Alsace) | (Cannes)                                |                 |
| SO Montpellier (D1)       | 4 - 3 | Racing Club de Paris (D1) | (Grenoble)                              | grande foule    |
| FC Antibes (D1)           | 6 - 3 | Stade rennais UC (D1)     | Métairies (Sète)                        | public nombreux |

## Quarts de finale

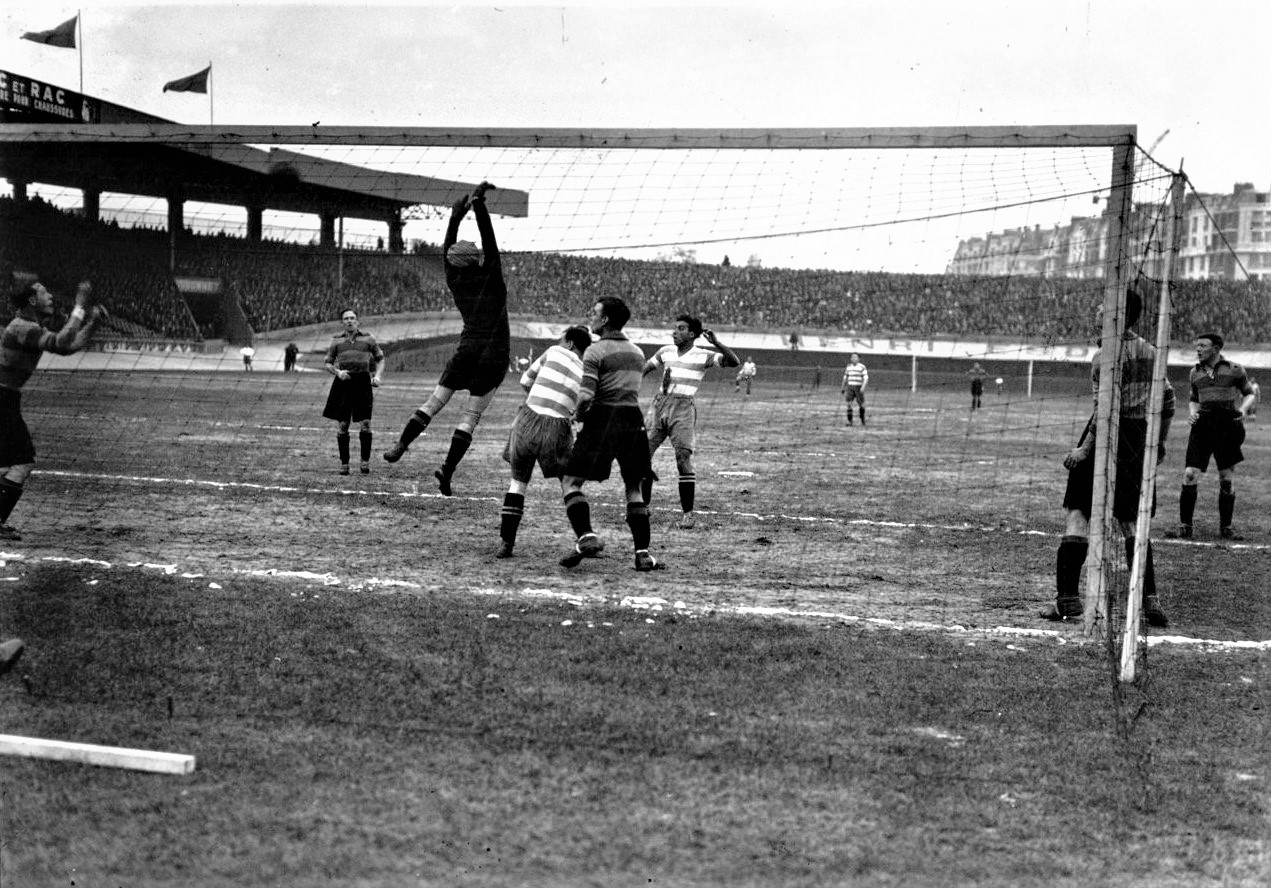
Le quart de finale opposant le FC Sète au FC Sochaux. Le gardien de but de Sète René Llense garde le ballon.

Les matchs des quarts de finale se sont joués le 26 février 1933.
| Équipe 1                  | Score      | Équipe 2             | Lieu                                    | Spectateurs |
| AS Cannes (D1)            | 3 - 1      | FC Antibes (D1)      | Stade Fernand Bouisson (Marseille)      | 12 000      |
| Excelsior AC Roubaix (D1) | 3 - 1      | OGC Nice (D1)        | Parc des Sports (Montpellier)           | 9 à 10 000  |
| RC Roubaix (DH Nord)      | 3 - 0      | Montpellier HSC (D1) | Stade Geoffroy-Guichard (Saint-Étienne) | stade plein |
| FC Sète (D1)              | 3 - 2 a.p. | FC Sochaux (D1)      | Parc des Princes (Paris)                | 20 000      |

## Demi-finales
Les matchs des demi-finales se sont joués les 8 (RC Roubaix-Cannes au Parc des Princes) et 9 avril 1933(Excelsior-Sète au Parc des Princes).
| Équipe 1                  | Score | Équipe 2       | Spectateurs |
| Excelsior AC Roubaix (D1) | 2 - 1 | FC Sète (D1)   | 20 à 30 000 |
| RC Roubaix (DH Nord)      | 2 - 0 | AS Cannes (D1) | 15 000      |

## Finale
La finale a eu lieu au Stade olympique Yves-du-Manoir à Colombes, le 7 mai 1933 devant 38 000 spectateurs.

### Feuille de match

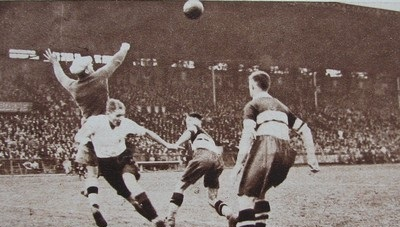
Scène de la finale. Le gardien de but du Racing François Encontre dégage le ballon devant l'intérieur de l'Excelsior Norbert Van Caeneghem.

| Équipes              | Excelsior AC - RC Roubaix |
| Score                | 3-1 |
| Date                 | 7 mai 1933 |
| Stade                | Stade olympique Yves-du-Manoir, Colombes 38 000 spectateurs |
| Arbitre              | M. Roger Conrié |
| But                  | 1-0. 3e Langiller ; 2-0. 23e Bugé ; 3-0. 26e Van Caeneghem ; 3-1. 72e R. Van Vooren. |
| Excelsior AC Roubaix | Lucien Gianelloni, Ernest Payne, Albert Dhulst, David Bartlett, Célestin Delmer, Robert Barbieux, Henri Burghraeve, Julien Bugé, Norbert Van Caeneghem, Noël Liétaer, Marcel Langiller (cap.) Entraîneur : Charles Griffiths |
| RC Roubaix           | François Encontre, Jules Cottenier, William Hewitt (cap.), Marcel Lechanteux, Georges Verriest, Albert Lerouge, Jules Cossement, André Van Vooren, Edmond Leveugle, André Chauvel, Robert Van Vooren Entraîneur : x          |

## Sources
- coll., La Coupe a 50 ans, Paris, L'Équipe, 1967, p.76
- coll., La Coupe de France de football, Paris, FFF, 1993, p.65-68
- Hubert Beaudet, L'aventure fantastique de la Coupe de France de football, Paris, Carrère, 1989, p. 39-41